# Félix Carvallo Martínez
Félix Carvallo Martínez (Olivença, Extremadura; 6 de gener de 1968) és un exfutbolista i entrenador de futbol espanyol. Durant la seva etapa de futbolista era conegut com a Félix, jugava com a defensa central i va desenvolupar la major part de la seva carrera en el CF Extremadura.

## Trajectòria
Va iniciar la seva carrera en el juvenil del col·legi Salesianos i l'Olivenza CP de la seva localitat natal, amb el qual va arribar jugar en Tercera Divisió amb només 15 anys. El 1986 va ingressar en el CF Extremadura, on va viure el meteòric ascens del modest club d'Almendralejo, que en sis anys va pujar tres categories, passant de la Tercera a la Primera Divisió.
El seu debut en la màxima categoria va tenir lloc el 29 de setembre de 1996, en un partit davant el RCD Espanyol que el seu equip va perdre per 5 a 1. Aquesta temporada, que va acabar amb el descens, Félix va tenir poca presència en l'equip, jugant onze partits. La següent campanya va recuperar la titularitat, contribuint a un nou ascens a l'elit de l'Extremadura.
En aquest nou periple per la primera divisió el seu pes en l'equip va ser major (35 partits i 2 gols) encara que, de nou, la temporada va acabar en el descens després de perdre en la promoció de permanència. Félix va seguir vinculat a l'Extremadura tres anys més, en Segona Divisió, fins que l'equip va perdre la categoria la temporada 2001/02.
Després de 16 campanyes, va abandonar Almendralejo per a poder seguir jugant en Segona, en les files del Llevant UE. Amb l'equip valencià es va proclamar campió de la categoria d'argent el 2004 i assolí l'ascens a Primera. Però en la màxima categoria el tècnic alemany Bernd Schuster no li va donar l'oportunitat de jugar un sol minut i fins i tot la seva fitxa federativa va ser donada de baixa en el mes de febrer de 2005, a mitjan campionat, després d'això va anunciar la seva retirada.
Poc després de penjar les botes, va assumir la direcció tècnica del Juvenil A granota, en la Divisió d'Honor i assolí l'objectiu de salvar la categoria. La temporada 2006/07 va passar a la banqueta del primer equip femení del Llevant. Tot i assolir una Lliga i una Copa en dues temporades, el club va decidir no renovar-li el contracte per a la temporada 2008/09.